# Ernst Nygren
Ernst Ludvig Nygren, född 14 juni 1889 i Karlstad, död 1 april 1968 i Stockholm. Medeltidshistoriker, arkivarie. Son till fältintendenten Olof Emanuel Nygren och Emma Katarina Magnusson. Ogift. Farbror åt professorn i botanik och genetik, Axel Nygren (1912-1987).